# Nkondi
Nkondi (plural variado: minkondi, zinkondi ou ninkondi) são estatuetas místicas feitas pelo povo Congo da região do Congo. Os nkondi são uma subclasse dos inquices considerados agressivos.

## Etimologia
O nome nkondi deriva do verbo -konda, que significa "caçar"; portanto, nkondi quer dizer "caçador", pois acredita-se que essas figuras caçam e atacam malfeitores, feiticeiros ou inimigos.[carece de fontes?]

## Funções

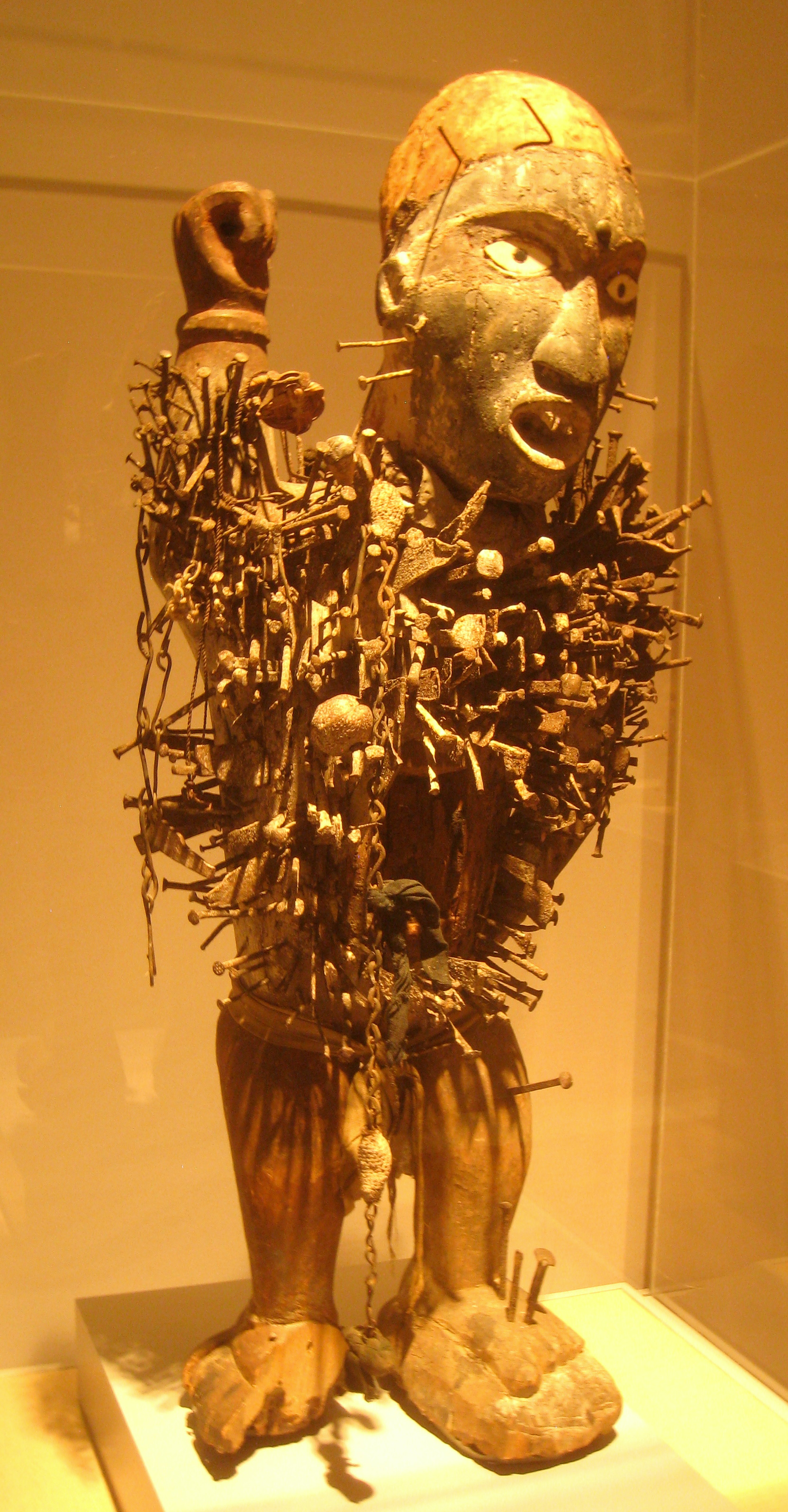
Nkisi Nkondi, Congo, c. 1880-1920.

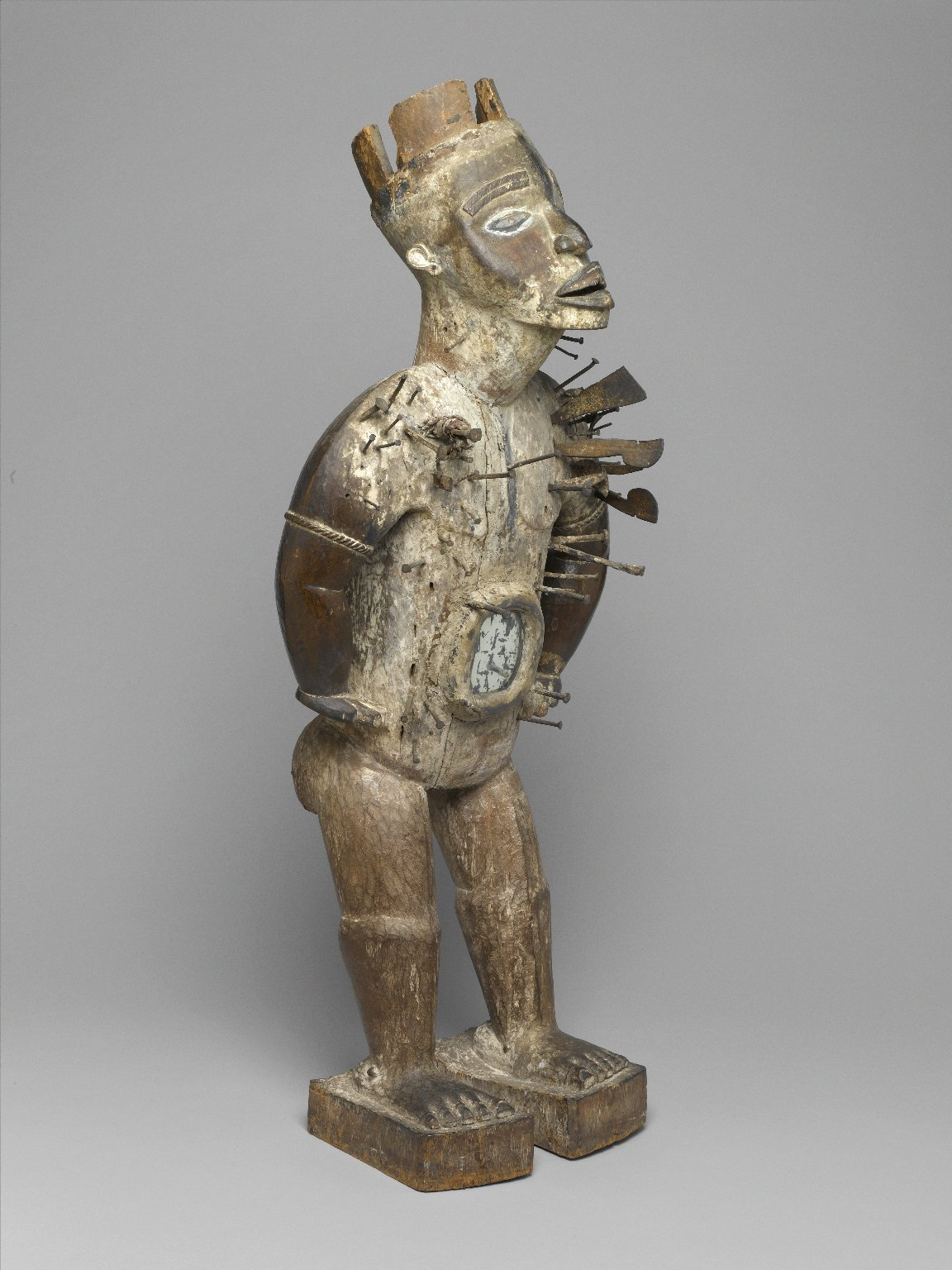
Nkisi Nkondi, do acervo do Brooklyn Museum.

A função principal de um nkondi é servir de morada para um espírito capaz de sair de seu receptáculo, perseguir e prejudicar outras pessoas. Muitos nkondi eram mantidos em espaços públicos e usados para afirmar juramentos ou proteger aldeias e outros locais contra feiticeiros ou malfeitores. Isso era feito ao mobilizar o poder espiritual, fazendo com que ele habitasse minkisi como os nkondi.
O vocabulário relacionado aos nkondi conecta-se às concepções Kongo de feitiçaria, baseadas na crença de que humanos podem mobilizar forças espirituais para causar dano a outros por meio de maldições, infortúinios, acidentes ou doenças. Uma expressão comum usada ao martelar pregos em um nkondi é "koma nloka" (prender ou martelar uma maldição), derivada de duas raízes bantas antigas: *-kom-, que inclui o significado de martelar, e *-dog-, relacionada à feitiçaria. "Kindoki", termo derivado da mesma raiz, é amplamente associado à feitiçaria, mas na verdade refere-se a qualquer ação com a intenção de mobilizar espíritos para causar dano. Quando exercido de forma privada e por motivos egoístas, o uso desse poder é condenado como feitiçaria. No entanto, quando é usado publicamente por uma aldeia, líderes políticos ou para proteção de inocentes, não é considerado feitiçaria.
No catecismo de 1624, que provavelmente reflete a linguagem cristã de um catecismo hoje perdido datado de 1557, o verbo "koma" foi usado para traduzir "crucificar".

## História
Como são considerados agressivos, muitos nkondi com figuração humana são esculpidos com as mãos levantadas, às vezes portando armas. A representação mais antiga conhecida de um inquice nessa pose aparece no brasão do Reino do Congo, criado por volta de 1512 e ilustrado entre 1528 e 1541, onde um "ídolo" quebrado é mostrado com esse gesto na base do escudo.
Nkondi cravejados com pregos não são mencionados na literatura dos missionários ou viajantes do século XVI ao XIX. Wyatt MacGaffey, citando o missionário capuchinho Luca da Caltanisetta, do final do século XVII, observou que os inganga às vezes batiam os inquices uns nos outros para ativá-los. Com o tempo, os pregos, então em introdução, teriam substituído essa prática. Alguns estudiosos acreditam que missionários portugueses trouxeram imagens de Jesus crucificado e de São Sebastião à África Central, influenciando a tradição dos inquices cravejados. MacGaffey discorda dessa interpretação, argumentando que o ato de cravar está ligado a vários conceitos culturais locais.
Nkondi com pregos já eram produzidos ao menos desde 1864, quando o Comodoro britânico A. P. Eardley Wilmot adquiriu um exemplar durante a repressão à pirataria em Soyo, na foz do Rio Congo. Esse exemplar está atualmente no Instituto Real de Geografia de Londres. Outra descrição e ilustração precoce de um nkondi cravejado, chamado Mabiala mu ndemba ("caçador de ladrões"), está nos registros da expedição alemã a Loango (1873-1876).

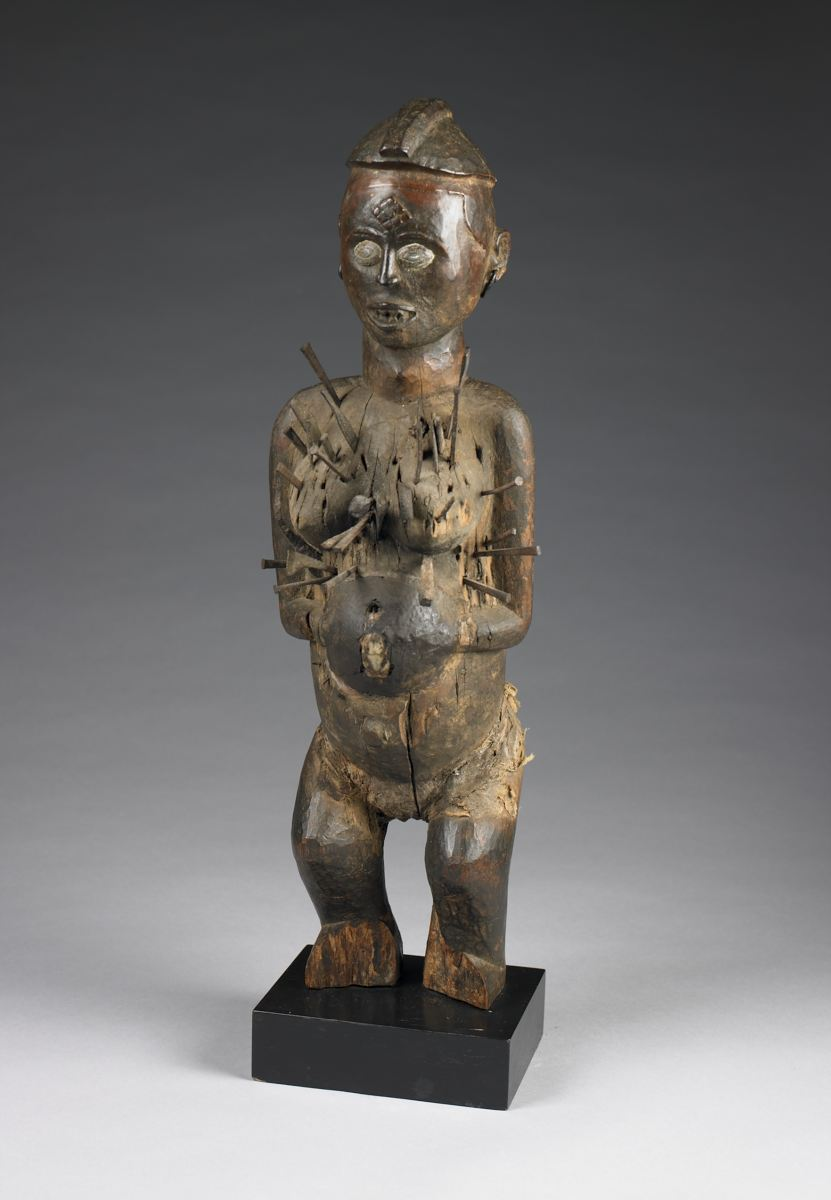
Nkisi Nkondi feminina no Museu de Arte de Birmingham.

## Construção
Nkondi, como outros inquices, são confeccionados por especialistas religiosos chamados nganga (plural: zinganga ou banganga). O inganga coleta materiais chamados nlongo (plural: bilongo ou milongo), que ao serem reunidos formam a morada do espírito. Frequentemente, isso inclui uma figura humana entalhada, com os bilongo inseridos em cavidades. O inganga pode se tornar possuído pelo espírito ou colocar o nkondi em um cemitério ou local frequentado por espíritos. Após carregado, o nkondi é entregue ao solicitante.
De acordo com testemunhos do início do século XX, pessoas cravavam pregos nas figuras como parte de pedidos de ajuda, cura ou como testemunha de contratos. O ato de cravar serve para "despertar" e, por vezes, "enfurecer" o nkondi para cumprir sua tarefa.
As figuras nkondi podiam ser feitas em diversas formas, como potes ou caldeirões, descritos e ilustrados em textos do início do século XX. As figuras humanas (kiteke) eram as mais cravejadas e, por isso, mais conhecidas. Variavam de tamanho e continham os bilongo em compartimentos no ventre, cabeça ou pescoço. Os olhos e coberturas desses compartimentos frequentemente usavam vidro ou espelhos, permitindo que o inquice "visse" no mundo espiritual. Algumas figuras eram adornadas com penas, simbolizando sua conexão com aves de rapina e o mundo superior.
A criação e uso dos nkondi eram fundamentais para seu sucesso. Banganga os compunham nas margens da aldeia, protegendo entradas contra espíritos malignos. Durante o processo, o inganga ficava isolado, retornando pintado e com comportamentos inusuais, simbolizando sua volta ao mundo dos vivos. Antes do uso, ele recitava invocações específicas para ativar os poderes do nkondi. Círculos brancos em torno dos olhos simbolizavam visão espiritual, e listras brancas indicavam proteção. Os banganga vestiam-se de forma elaborada, com joias e roupas com nós, que simbolizavam o selamento de forças espirituais.

## Nkondina diáspora
Aspectos da espiritualidade Kongo chegaram às Américas pela rota atlântica do tráfico de escravizados. Tradições espirituais afro-diaspóricas como o Hudu e o Palo incorporaram esses elementos. O historiador de arte Robert Farris Thompson foi uma figura importante na identificação dessas influências na população afrodescendente das Américas.

## Nkondina arte contemporânea
Colecionadores europeus demonstraram grande interesse por nkondi, especialmente os cravejados com pregos. Muitos foram adquiridos por missões, comerciantes ou confiscados por autoridades coloniais, indo parar em museus ou coleções privadas. Artistas contemporâneos, especialmente afro-americanos, reinterpretaram os nkondi em suas obras, como Renee Stout, Stephanie Dinkins, Tania Bruguera, Kara Walker, Dread Scott, Karen Seneferu, Michael MacGarry, Andrew Lamprecht e Wesley Clark, abordando temas de espiritualidade, identidade, violência e história afro-diaspórica.

## Nkondino cinema
O filme de 2006 The Promise Keeper gira em torno de uma figura Nkondi em tamanho real. No filme, os pregos representam promessas feitas por aqueles que os cravaram na figura, e o objeto ganha vida à noite para punir aqueles que quebram as promessas.